# NGC 2335
NGC 2335 je otevřená hvězdokupa v souhvězdí Jednorožce. Od Země je vzdálená asi 4 600 světelných let a její stáří se odhaduje na 160 milionů let. Objevil ji William Herschel 10. ledna 1785.

## Pozorování
Hvězdokupa leží v jižní části souhvězdí a jako mlhavou skvrnku ji ukáže i dobrý triedr. Její nejjasnější hvězdy mají hvězdnou velikost 10 a dají se pozorovat středně velkým dalekohledem, ještě větší dalekohled jich ukáže několik desítek. Asi 40′ jihozápadně od ní leží ještě o trochu jasnější otevřená hvězdokupa NGC 2343.